# 11464 Moser
11464 Moser è un asteroide della fascia principale. Scoperto nel 1981, presenta un'orbita caratterizzata da un semiasse maggiore pari a 2,9882478 UA e da un'eccentricità di 0,2595170, inclinata di 1,34714° rispetto all'eclittica.